# 党晓龙
党晓龙（1968年9月—），陕西富平人，汉族，中国共产党党员。中华人民共和国政治人物、第十三届全国人民代表大会河北地区代表。

## 生平
曾担任雄安新区临时党委副书记、河北省发展和改革委员会副主任、党组成员。2017年4月任雄安新区临时党委副书记、省发展和改革委员会副主任、党组成员，省政府口岸办公室主任。
2018年，任河北省发展与改革委员会主任。
2020年5月15日，任中共保定市委书记。
2018年2月24日，当选为第十三届全国人大代表。